# Черемошник
Черемо́шник — деревня в Ростовском районе Ярославской области России. Входит в состав сельского поселения Ишня.
Расположена в 191 км от Москвы, 61 км от Ярославля, 7 км от Ростова, 6 км от федеральной автотрассы М8 «Холмогоры» (европейский маршрут E 115) и в 11 км от ближайшей железнодорожной станции Ростов-Ярославский.

## История
В 1859 году в деревне находилось 20 дворов, в которых жило 198 человек (91 мужчина и 107 женщин).

## Население
| 2007 | 2010 |
| ---- | ---- |
| 0    | →0   |